# Boco (faraó)

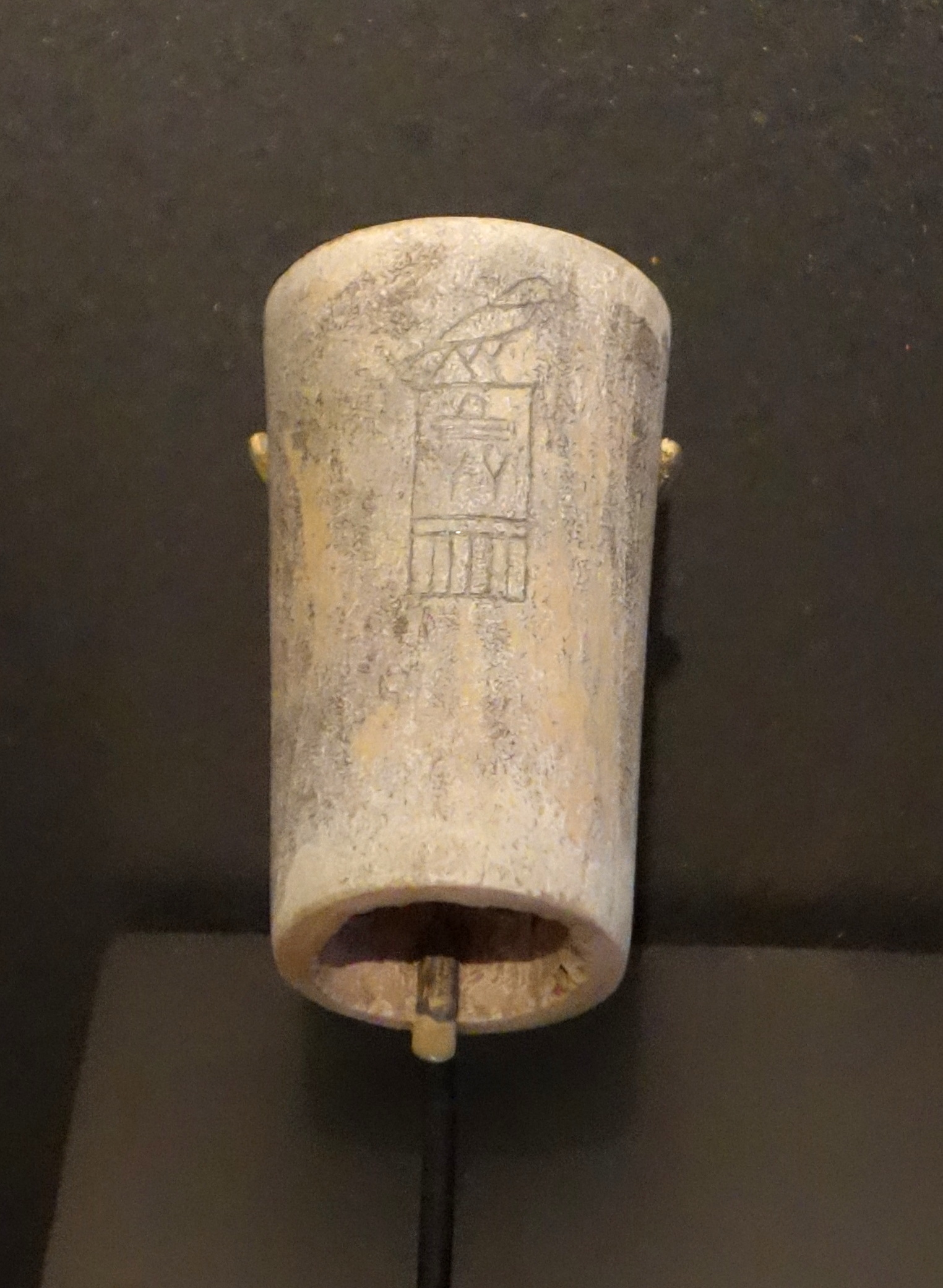
Cilindro de osso com seu sereque

Boco (em latim: Bochus), Beto (em grego: Boëthôs) ou Hotepsequemui (em egípcio: Hotepsekhemwy) é o nome de Hórus do 1º faraó da II dinastia (r. 2890–2686 a.C.). O tempo exato de seu reinado é incerto; o Cânone de Turim sugere improváveis 95 anos, enquanto o historiador Manetão relata 38 anos. Os egiptólogos consideram ambos os relatos como exageros ou má-interpretações e lhe creditam um reinado de 25 ou 29 anos.
A julgar pela etimologia proposta de seu nome, e pelo fato de que reconstruiu a tumba de Bienequés que havia sido saqueada, é possível de que tenha reinado em um período de tumulto político. Se sabe por inscrições suas que erigiu edifícios em seu tempo, um deles a chamada "Capela da Coroa Branca" em Buto, o que pode dar pistas de sua origem dinástica. Não se conhece o local de sua tumba, e o sítio proposto é disputado como também possível sepultamento de seu sucessor Queco.

## Nome
O nome de Boco foi identificado pelos arqueológicos em impressões em selos de argila, vasos de pedra e cilindros de osso em Sacará, Gizé, Badari e Abidos e várias inscrições em vasos de pedra menciona-o junto do nome de seu sucessor Queco. Seu nome de Hórus (Hotepsequemui) esteve sujeito ao interesse particular dos egiptólogos e historiadores, pois pode indicar a política turbulenta do período. A palavra Hotepe significa "pacífico" e "estar satisfeito", mas pode também significar "conciliação" ou "ser reconciliado". Assim, o nome poderia ser lido como "os dois poderes estão reconciliados" ou "agradando em poderes", sugerindo relevante significado político. Nesse sentido, "os dois poderes" podem se referir ao Alto e Baixo Egito, bem como as divindades Hórus e Seti.

## Família
O nome da esposa de Boco é desconhecido. Um "filho do rei" e "sacerdote de Sopedu" chamado Pernebe poderia ter sido seu filho, mas uma vez que os selos de argila, fornecendo seu nome e títulos foram achados numa tumba da galeria associada a dois reis igualmente (Boco e Queco), é incerto de quem Pernebe realmente era filho.

## Identidade
Boco é comumente associado aos nomes Bedjau da lista real de Abidos, Bedjatau de Gizé, Netjer-Bau da lista real de Sacará e Bau-hetepju do Cânone de Turim. O egiptólogo Wolfgang Helck cita o nome parecido Bedjatau, que aparece em pequena lista de reis encontrada num quadro da mastaba G1001 do alto oficial Mesdjeru. "Bedjatau" significa "o fundidor" e acredita-se que seja uma leitura equivocada do nome "Hotepsequemui", já que os signos hieroglíficos usados para escrever "Hotepe" em sua forma completa são muito semelhantes aos sinais de um forno de cerâmica e um filhote em hierático. Os sinais de dois cetros de Sequém foram mal interpretados como uma perna e uma broca. Um fenômeno semelhante poderia ter ocorrido no caso do faraó Quenerés (Casequemui), onde os dois cetros no nome de Hórus eram mal interpretados como dois símbolos de pernas ou dois sinais de perfuração. A lista de Abidos imita o nome "Bedjatau" do Reino Antigo. Os nomes "Netjerbau" e "Bau-hetepju" são problemáticos, uma vez que os egiptólogos não podem encontrar nenhuma fonte de nome do tempo de Boco que poderia ter sido usada para formá-los.

## Reinado
Pouco se sabe sobre seu reinado. Fontes coetâneas apontam que pode ter tomado o trono após período de conflitos políticos, incluindo governantes efêmeros como Hórus "Pássaro" e Nefercaés (o último também é pensado para ser um nome alternativo usado pelo faraó Bienequés por curto período). Como prova disso, Wolfgang Helck, Dietrich Wildung e George Reisner dizem que o túmulo de Bienequés, saqueado no fim da I dinastia, foi restaurado sob Boco. O saque e o significado excepcionalmente conciliatório de seu nome podem ser pistas de uma luta dinástica. Outrossim, Helck assume que Nefercaés e Hórus "Pássaro" foram omitidos das listas de reis posteriores porque suas lutas pelo trono foram fatores no colapso da primeira dinastia.

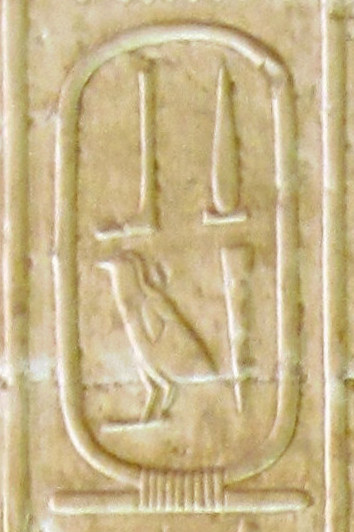
Cartucho (nº 9) de Boco na lista real de Abidos

Impressões de selo fornecem evidência de uma nova residência real chamada "Hórus, a estrela brilhante" erigida Boco. Ele também construiu um templo próximo a Buto à divindade pouco conhecida Netjer-Achti e fundou a "Capela da Coroa Branca", um símbolo do Alto Egito. Isto é pensado como outra pista de sua origem dinástica, indicando a provável fonte de seu poder político. Egiptólogos como Nabil Swelim apontam que não há nenhuma inscrição de seu reinado mencionando um festival Sede, indicando que não pode ter governado por mais de 30 anos (o festival Sede foi celebrado como o aniversário marcando um tridecênio).
O antigo historiador egípcio Manetão chamou-o Boëthôs (aparentemente alterado a partir do nome Bedjau) e relatou que durante o reinado deste governante "um abismo se abriu perto de Bubástis e muitos pereceram". Embora tenha escrito no século III a.C. - mais de dois milênios após o reinado real do rei - alguns egiptólogos acham possível que a anedota tenha sido baseada em fatos, já que a região perto de Bubástis é conhecida por ser sismicamente ativa.

## Tumba

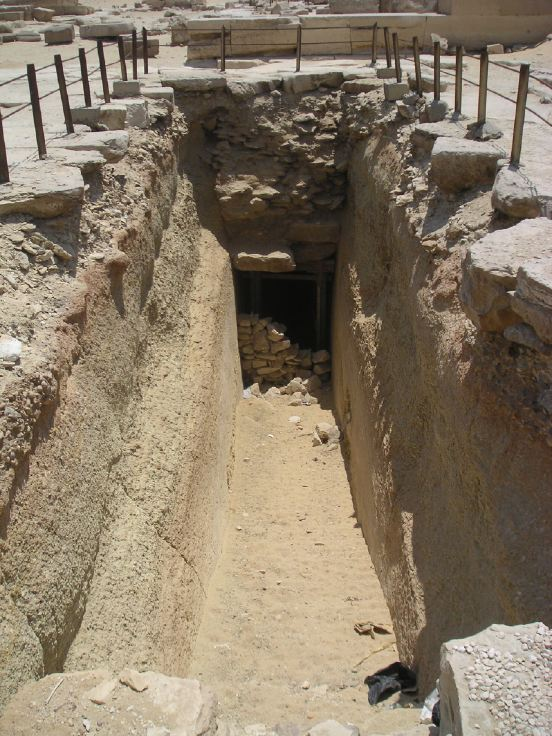
Tumba do Faraó Boco

A localização da tumba de Boco é desconhecida. Egiptólogos como Flinders Petrie, Alessandro Barsanti e Toby Wilkinson acreditam que pode ser a gigantesca galeria subterrânea da Tumba B abaixo da passagem funeral da necrópole de Unas em Sacará; várias impressões de selos foram descobertas ali. Outros egiptólogos como Wolfgang Helck e Peter Munro não estão convencidos e acham que o sítio pertencesse a Queco, pois várias impressões de sele dele também foram achadas lá.